# Herochroma peperata
Herochroma peperata är en fjärilsart som beskrevs av Claude Herbulot 1989. Herochroma peperata ingår i släktet Herochroma och familjen mätare. Inga underarter finns listade i Catalogue of Life.